# Аб'єй (місто)
Аб'єй (араб. أبيي, англ. Abyei)  — місто в Судані, центр округу Аб'єй штату Південний Кордофан, а також однойменного району, щодо якого тривають суперечки.

## Історія
У травні 2008 року під час зіткнень між армією Судану та Народною армією звільнення Судану місто було майже повністю зруйноване, за деякими даними, тоді в ньому було знищено до 90% будівель.

## Населення
За даними на кінець 2010 року, у місті проживає близько 50 000 осіб.